# The Keep (película)
The Keep es una película de terror británica, estrenada en 1983, dirigida y escrita por Michael Mann. Está protagonizada en sus papeles principales por Scott Glenn, Alberta Watson y Bruce Payne.
En 1984 recibió una nominación a los premios Saturn como «Mejor película de horror».

## Sinopsis

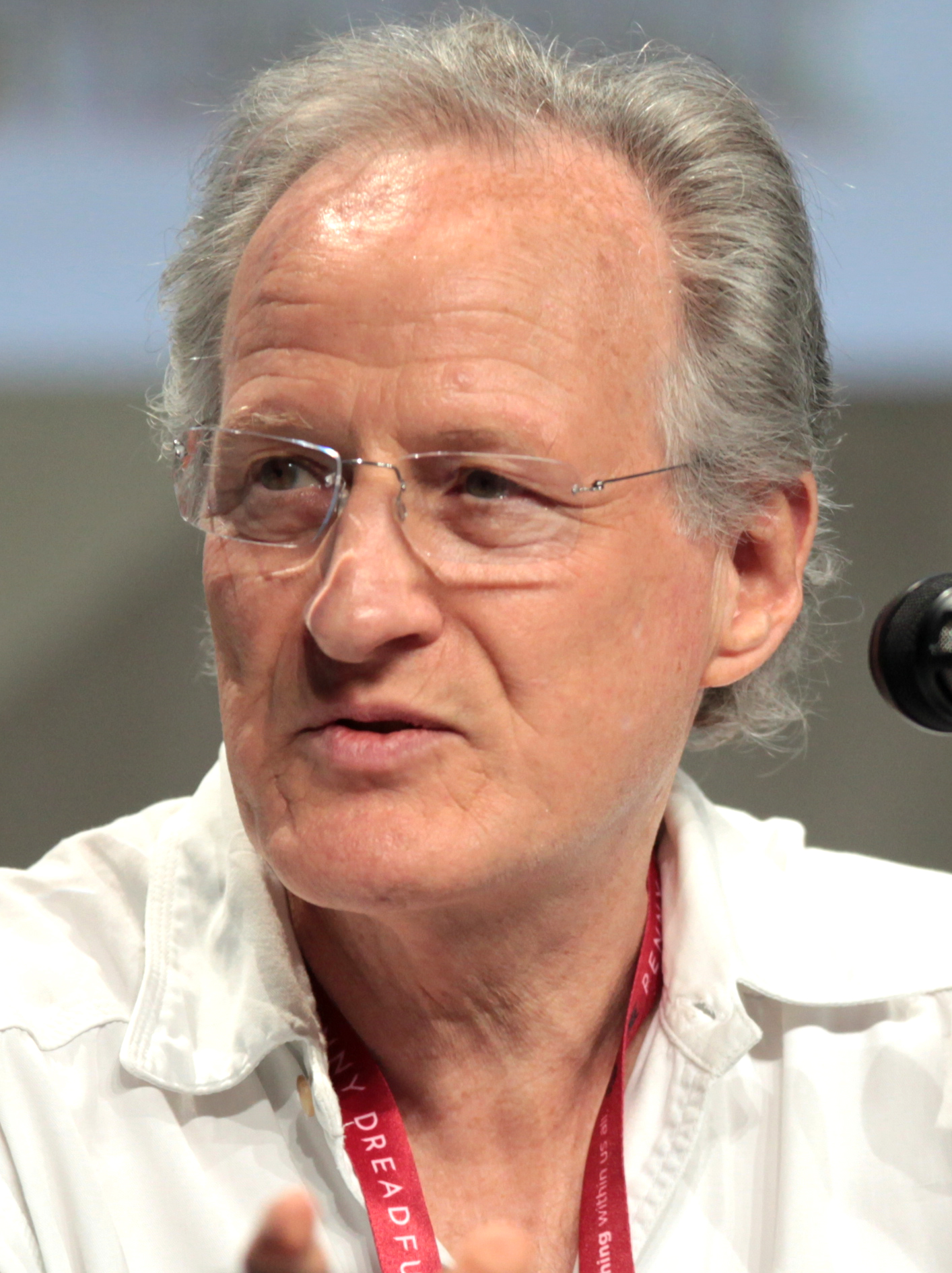
El director Michael Mann

Ambientada en Rumania, durante la Segunda Guerra Mundial, un destacamento del ejército alemán que se defiende de las tropas aliadas decide acuartelarse en una extraña fortificación aparentemente abandonada. Pese a las advertencias de los lugareños, que les indican la maldición que pesa sobre el lugar, hacen caso omiso. Paulatinamente los hombres son asesinados. 
Conocedores de los hechos los mandos del ejército se ven obligados a conseguir los servicios de un historiador judío para que les ayude a luchar contra el antiguo demonio que, inadvertidamente, han liberado de su confinamiento y es quien va asesinando a las tropas.

## Reparto
- Scott Glenn - Glaeken Trismegestus
- Alberta Watson - Eva Cuza
- Jürgen Prochnow - Klaus Woermann
- Robert Prosky - Padre Mihail Fonescu
- Gabriel Byrne - Eric Kaempffer
- Ian McKellen - Doctor Theodore Cuza
- William Morgan Sheppard - Alexandru
- Royston Tickner - Tomescu
- Michael Carter - Molasar
- Bruce Payne - Guardia fronterizo

## Producción
Está basada en la novela homónima del escritor Francis Paul Wilson publicada dos años antes del estreno.
Los efectos especiales fueron realizados por Nick Maley, ayudado en la tarea por Nick Allder, quien había previamente trabajado en las películas Alien y Star Wars: Episodio V - El Imperio contraataca.
Considerada una suerte de película de culto en su género algunos críticos la califican como "la oveja negra en la trayectoria fílmica de Michael Mann". Con un rodaje que se prolongó en tiempo y en presupuesto, el supervisor de efectos especiales Wally Veevers, responsable de obras como 2001: A Space Odyssey o Superman, falleció durante el proceso de postproducción. Ello motivó que la productora, Paramount Pictures, recortara la duración a 96 minutos eliminando escenas clave que dotaban de sentido a la trama y que Veevers debía completar. Durante su estreno comercial la película obtuvo una fría respuesta, la crítica contemporánea tampoco la valoró positivamente y en posteriores entrevistas Michael Mann no realiza declaraciones al respecto.

## Banda sonora
La banda sonora fue compuesta por el grupo alemán de música electrónica Tangerine Dream integrado entonces por los músicos Edgar Froese, Christopher Franke y Johannes Schmoelling. Sin embargo no sería hasta 1997 cuando el grupo obtuvo los permisos para publicar, en su propio sello discográfico, la primera edición en formato de disco compacto.